# Resolutie 1385 Veiligheidsraad Verenigde Naties
Resolutie 1385 van de Veiligheidsraad van de Verenigde Naties werd unaniem door de VN-Veiligheidsraad aangenomen op 19 december 2001.

## Achtergrond
In Sierra Leone waren al jarenlang etnische spanningen tussen verschillende bevolkingsgroepen. In 1978 werd het een eenpartijstaat met een regering die gekenmerkt werd door corruptie en wanbeheer van onder meer de belangrijke diamantmijnen. Intussen was in buurland Liberia al een bloedige burgeroorlog aan de gang, en in 1991 braken ook in Sierra Leone vijandelijkheden uit. In de volgende jaren kwamen twee junta's aan de macht, waarvan vooral de laatste een schrikbewind voerde. Zij werden eind 1998 met behulp van buitenlandse troepen verjaagd, maar begonnen begin 1999 een bloedige terreurcampagne. Pas in 2002 legden ze de wapens neer.

## Inhoud

### Waarnemingen
Het vredesproces in Sierra Leone was sterk vooruitgegaan. De regering had echter nog geen effectieve controle over de diamantproducerende regio's van het land. De rol die illegale handel in diamant speelde in het conflict bleef onderwerp van zorgen. Intussen waren internationale inspanningen, waaronder het Kimberley-Proces, aan de gang om de link tussen diamanten en conflicten met een systeem van certificaten te breken. Het was daarvoor van belang dat alle lidstaten, en zeker die die diamant invoerden, resolutie 1306 volledig uitvoerden.

### Handelingen
De Veiligheidsraad verwelkomde dat een systeem met certificaten van oorsprong werd opgezet voor de diamanthandel in Sierra Leone. Volgens rapporten blokte dat systeem de uitstroom van diamanten uit dat land mee af. Er werd beslist de maatregelen genomen met resolutie 1306 (uitvoerverbod van diamant) met 11 maanden te verlengen. Enkel door de Sierra Leoonse overheid gecontroleerde en gecertifieerde stenen waren hiervan uitgezonderd.

## Verwante resoluties
- Resolutie 1346 Veiligheidsraad Verenigde Naties
- Resolutie 1370 Veiligheidsraad Verenigde Naties
- Resolutie 1389 Veiligheidsraad Verenigde Naties (2002)
- Resolutie 1400 Veiligheidsraad Verenigde Naties (2002)

Lijst ·  1335 ·  1336 ·  1337 ·  1338 ·  1339 ·  1340 ·  1341 ·  1342 ·  1343 ·  1344 ·  1345 ·  1346 ·  1347 ·  1348 ·  1349 ·  1350 ·  1351 ·  1352 ·  1353 ·  1354 ·  1355 ·  1356 ·  1357 ·  1358 ·  1359 ·  1360 ·  1361 ·  1362 ·  1363 ·  1364 ·  1365 ·  1366 ·  1367 ·  1368 ·  1369 ·  1370 ·  1371 ·  1372 ·  1373 ·  1374 ·  1375 ·  1376 ·  1377 ·  1378 ·  1379 ·  1380 ·  1381 ·  1382 ·  1383 ·  1384 ·  1385 ·  1386